# ركوب اللوح الشراعي

متسابق لوح شراعي من ماوي في هاواي

ركوب اللوح الشراعي هي إحدى الرياضات المائية والتي تتضمن الركمجة والملاحة الشراعية، يُراوح طول اللوح من 2 إلى 3 متر ويمتلك محورين وشراع طوله نحو 2.5 متر.